# ミシガンステート・スパルタンズ

ミシガンステート・カラーのビッグ・テンのロゴ

ミシガンステート・スパルタンズ（英語: Michigan State Spartans、略称: MSU）は、アメリカ合衆国のミシガン州立大学のスポーツ競技チーム。NCAAディビジョンI所属。

## 概要
ミシガンステート・スパルタンズは23の競技チーム（男子11・女子12）で構成されている。NCAAディビジョンI（フットボールはFBS）のビッグ・テン・カンファレンスに所属。
マスコットはスパルタの戦士「スパルティ」で、スクールカラーは緑と白。
同大学のフットボールチームは1951年、1952年、1955年、1957年、1965年、1966年の6回のナショナル・チャンピオンシップを制覇し、1954年、1956年、1988年、2014年にはローズボウルも制している。男子バスケットボールチームは1979年と2000年にNCAAトーナメントを制覇。男子アイスホッケーチームは1966年、1986年、2007年に全米タイトルを獲得している。

## 歴史
1925年にミシガン州立農業応用科学大学と改称し、農業学校のチームとしてアギーズと呼ばれていた。ミシガン州は農業のルーツから脱却するために、新しいニックネームを決めるコンテストを開催した。チーム名は「ミシガン・ステーターズ」に決定していたがランシング・ステート・ジャーナル紙のスポーツライター、ジョージ・S・アルダートンは、この名称はあまりにも煩雑だと考え、より英雄的な名称を名付けるために再び応募書類に目を通し、その後「スパルタンズ」に決定した。
大学の規模が大きくなるにつれて、主要なカンファレンスに加盟することを検討した。1946年、シカゴ大学がフットボール部を廃止し、西部カンファレンス（現在のビッグ・テン）から撤退すると、ミシガン州立大学のジョン・A・ハンナ総長は、その後釜に座るよう働きかけた。ミシガン大学は反対したが、1949年5月20日にビッグ・テンはMSCを加入させることに承認した。カンファレンスに加盟後、フットボールのヘッドコーチであるクラレンス・マンのもと、1953-54シーズンにローズボウルに出場し、UCLAを28-20で下した。その後、後任のダフィ・ドハティヘッドコーチは、チームを2度目のローズボウルに導き、17-14でUCLAに再び勝利した。

## 競技チーム
| 男子スポーツ                            | 女子スポーツ       |
| --------------------------------------- | ------------------ |
| 野球                                    | バスケットボール   |
| バスケットボール                        | クロスカントリー   |
| クロスカントリー                        | フィールドホッケー |
| フットボール                            | ゴルフ             |
| ゴルフ                                  | 体操               |
| アイスホッケー                          | ローイング         |
| サッカー                                | サッカー           |
| テニス                                  | ソフトボール       |
| 陸上†                                   | テニス             |
| レスリング                              | 陸上†              |
|                                         | バレーボール       |
| †屋外競技チームと室内競技チームがある。 |                    |

ミシガン州立大学には、NCAAディビジョンI-Aの21チームがあり、男子は10チーム、女子は11チームの代表スポーツチームが存在する。フェンシング以外はビッグ・テン・カンファレンスに加盟している。

### ベースボール
1884年に創部。NCAA選手権に5度出場、うち1954年にカレッジ・ワールドシリーズに出場、3位となっている。カンファレンス・チャンピオンシップ4回、ミシガン州大学間でのタイトルも5回制覇している。
野球殿堂入りしたロビン・ロバーツ、1954年のカレッジ・ワールドシリーズ最優秀選手のトム・ユーチッチ、カーク・ギブソン、ディック・ラダーツ、ロン・ペラノスキー、スティーブ・ガービー、リック・ミラー、マーク・マルダーをMLBに輩出している。

### 男子バスケットボール
ミシガン州立大学の男子バスケットボールチームは、カレッジバスケットボール界において全米屈指の強豪として知られ、1979年と2000年に2回の全米選手権を制覇している。1979年にマジック・ジョンソンは、グレッグ・ケルサー、ジェイ・ヴィンセント、マイク・ブルコヴィッチとともに、ラリー・バード率いるインディアナステート・シスコアーズに75-64で勝利し、優勝を成し遂げた。2000年は地元ミシガン州フリント出身のモリス・ピーターソン、チャーリー・ベル、マティーン・クリーブスの3選手を中心に、2度目の全米タイトルを獲得した。「フリントストーン」の愛称で呼ばれた彼らは、スパルタンズがフロリダ・ゲイターズに89-76で勝利する原動力となった。2008-09シーズン、スパルタンズは男子バスケットボールにおいて同カンファレンスの他校を圧倒しカンファレンスのシーズンチャンピオンの座に就く。その後、NCAAトーナメントにも出場し、決勝まで進み、対戦相手は歴史的にも実力的にも常に全米バスケットボール界の王者であり続けるノースカロライナ・ターヒールズとなり、スパルタンズにとってはホームであるミシガン州内のデトロイト・フォードフィールドでの試合であったが、ターヒールズの気迫そして怒涛のオフェンスに呑まれ序盤、中盤と圧倒される。後半におよそ10点差まで詰め寄るものの決定的な反撃のチャンスをつかめず、89-72で敗北。2000年以来の3度目の全米制覇には一歩届かなかった。
1995年以来トム・イゾーがヘッドコーチを務めており、2019年4月5日までの成績は606勝231敗である。
ミシガン州立大学はこれまでに2度の全米選手権制覇、15回のビッグ・テン・カンファレンスのシーズンチャンピオン、6回のビッグ・テン・トーナメントで優勝している。また、NCAAチャンピオンシップに3回、ファイナル・フォーに10回、エリート・エイトに14回、スウィート・シックスに20回出場し、NCAAトーナメントには30回出場している。
主な出身選手として、ケビン・ウィリス、ジョニー・グリーン、ドレイモンド・グリーン、ジャレン・ジャクソン・ジュニア、ラルフ・シンプソン、ゼイビア・ティルマン、アンドリュー・ネイミック、ゲイリー・ハリス、デンゼル・バレンタイン、ブリン・フォーブス、シャノン・ブラウン、マイルズ・ブリッジズ、ザック・ランドルフ、ジェイソン・リチャードソン、エラゼン・ローベック、ロビン・ロバーツなどが挙げられる。

### フットボール
カレッジフットボールでは、過去に5度ナショナル・チャンピオンになっている。ホームスタジアムは、7万人を越える観客を収容できるスパルタン・スタジアム。

## 全米大学選手権優勝

### NCAA選手権
ミシガン州立大学は、NCAAナショナルチームのタイトルを20回獲得している。
- 男子 (19回)
  - バスケットボール (2): 1979, 2000
  - ボクシング (2): 1951, 1955
  - クロスカントリー (8): 1939, 1948, 1949, 1952, 1955, 1956, 1958, 1959
  - 体操競技 (1): 1958 (co-champions)
  - アイスホッケー (3): 1966, 1986, 2007
  - サッカー (2): 1967 (co-champions), 1968 (co-champions)
  - レスリング (1): 1967

- 女子 (1回)
  - クロスカントリー (1):  2014

- その他: 
  - en:List of NCAA schools with the most NCAA Division I championships
  - Big Ten Conference NCAA national team championships

### その他の全米選手権
以下はNCAAから授与されなかった10個のナショナルチームタイトルである。
- 男子 (9回)
  - フットボール (6): 1951, 1952, 1955, 1957, 1965, 1966
  - ライフル (3): 1914, 1916, 1917

- 女子 (1回)
  - ソフトボール (1): 1976

- その他: 
  - en:List of Big Ten Conference National Championships
  - en:List of NCAA schools with the most Division I national championships